# District de Koderma
Le district de Koderma est un district de l'état du Jharkhand, en Inde,

## Géographie
Au recensement de 2011, sa population compte 717 169 habitants.
Son chef-lieu est la ville de Koderma. 